# Vrata raja (telenovela)
Vrata raja (pt. Paraíso) je brazilska telenovela. U Brazilu se originalno prikazivala od 16. ožujka 2009. godine. Glavne uloge imali su Eriberto Leão, Nathalia Dill i Alexandre Nero.

## Radnja
Sin Joséa Eleutérioa i Nene, Zec, poznat je i po nadimku Vražji Sin. Poštujući želju svojih roditelja, završio je studij prava i agronomije u Rio de Janeirou i sad se vraća u svoj rodni grad kao gonič goveda. Zec je pravi vražičak, a njegova odabranica anđeoskog srca je Maria Rita. Nadimak Svetica dala joj je opsesivno religiozna majka, koja vjeruje da njena kći ima moći iscjeljenja i velika joj je želja da se Maria zaredi. Marijini roditelji, Antera i Mariane, unatoč svojem dogovorenom braku, prema Mariji su se uvijek odnosili s velikom ljubavi i privrženošću.
Maria odlazi u samostan, no shvaća da takav život nije za nju te se vraća kući i susreće Zeca, u kojeg se zaljubi. Kada Zec padne s konja i ostane paraliziran, Maria moli za njegovo ozdravljenje i zaklinje se da ako Zec ozdravi i ponovno prohoda, ona će otići u samostan i postati redovnica. U međuvremenu, Zec ozdravi, ali emotivno slomljen zbog Marijinog odlaska, oženi njenu usvojenu sestru Rosinhu, koja je također zaljubljena u njega. Rosinha je Zefina kći, koju je podigao i odgojio Eleutério - marljiv i uspješan čovjek, koji gaji simpartije prema Zefi i nikada ne uzmiče pred izazovima. José Eleutério, koji posjeduje amajliju vraga u boci, gotovo simboličnog značenja, nakon osobne tragedije prije mnogo godina,  zajedno sa svojim sinom Zecom uputio se na zapad zemlje, gdje je danas uspješan uzgajivač i trgovac stoke. Energična i glasna Rosinha, koja je odrasla na farmi, zaljubi se u Zeca i ignorira udvaranje njegovog najboljeg prijatelja Terêncioa. No unatoč ženidbi, Zec još uvijek voli samo Mariju...

## Uloge
| Glumac                     | Lik                             |
| -------------------------- | ------------------------------- |
| Eriberto Leão              | Zeca Ferrabraz (Vražji sin)     |
| Nathália Dill              | Maria Rita Godói (Svetica)      |
| Cássia Kiss                | Mariana Godói                   |
| Vanessa Giácomo            | Rosa (Rosinha)                  |
| Alexandre Nero             | Terêncio                        |
| Guilherme Winter           | Otávio Elias Barbosa            |
| Reginaldo Faria            | Eleutério Ferrabraz             |
| Mauro Mendonça             | Antero Godói                    |
| Soraya Ravenle             | Josefa Ferrabraz (Zefa)         |
| Kadu Moliterno             | Bertoni                         |
| Cristiana Oliveira         | Zuleika Tavares                 |
| Leopoldo Pacheco           | Prefeito Norberto Medeiros      |
| Bia Seidl                  | Aurora Medeiros                 |
| Daniel                     | Zé Camilo                       |
| Walderez de Barros         | Ida                             |
| Carlos Vereza              | Otac Bento                      |
| Fernanda Paes Leme         | Maria Rosa Albuquerque Medeiros |
| Guilherme Berenguer        | Ricardo                         |
| Juliana Boller             | Ana Célia Aires (Aninha)        |
| Cris Vianna                | Candinha                        |
| Lucy Ramos                 | Cleusinha                       |
| José Augusto Branco        | Amadeu                          |
| Genézio de Barros          | Alfredo Modesto                 |
| Lucci Ferreira             | Geraldo Valfrido Gutiérrez      |
| Alexandre Rodrigues        | Tóbi                            |
| Cláudio Galvan             | Vadinho                         |
| Gésio Amadeu               | Capita                          |
| Cosme dos Santos           | Zé do Correio                   |
| Carol Abras                | Jacira                          |
| Mareliz Rodrigues          | Nina                            |
| Manuela do Monte           | Tonha                           |
| Jackson Costa              | Isidoro                         |
| Hugo Gross                 | Pedro do Posto                  |
| João Sabiá                 | Marcos Miola                    |
| Oscar Magrini              | Falconi                         |
| Aisha Jambo                | Leni Peixoto                    |
| Lidi Lisboa                | Das Dores                       |
| Paula Barbosa              | Edite                           |
| Rodrigo Satter             | Tiago                           |
| Yassir Chediak             | Juvenal                         |
| Thommy Schiavo             | Chico                           |
| Eduardo Di Tarso           | Paraná                          |
| Marcelo Faria              | Eleutério Ferrabraz (mlad)      |
| Luli Müller                | Nena Ferrabraz                  |
| Luiz Antônio do Nascimento | Tião (mlad)                     |
| Duda Ribeiro               | Mané Corrupio                   |
| Larissa Vereza             | Irmã Matilde                    |
| Anamaria Barreto           | Časna sestra                    |